# Prado del Rey

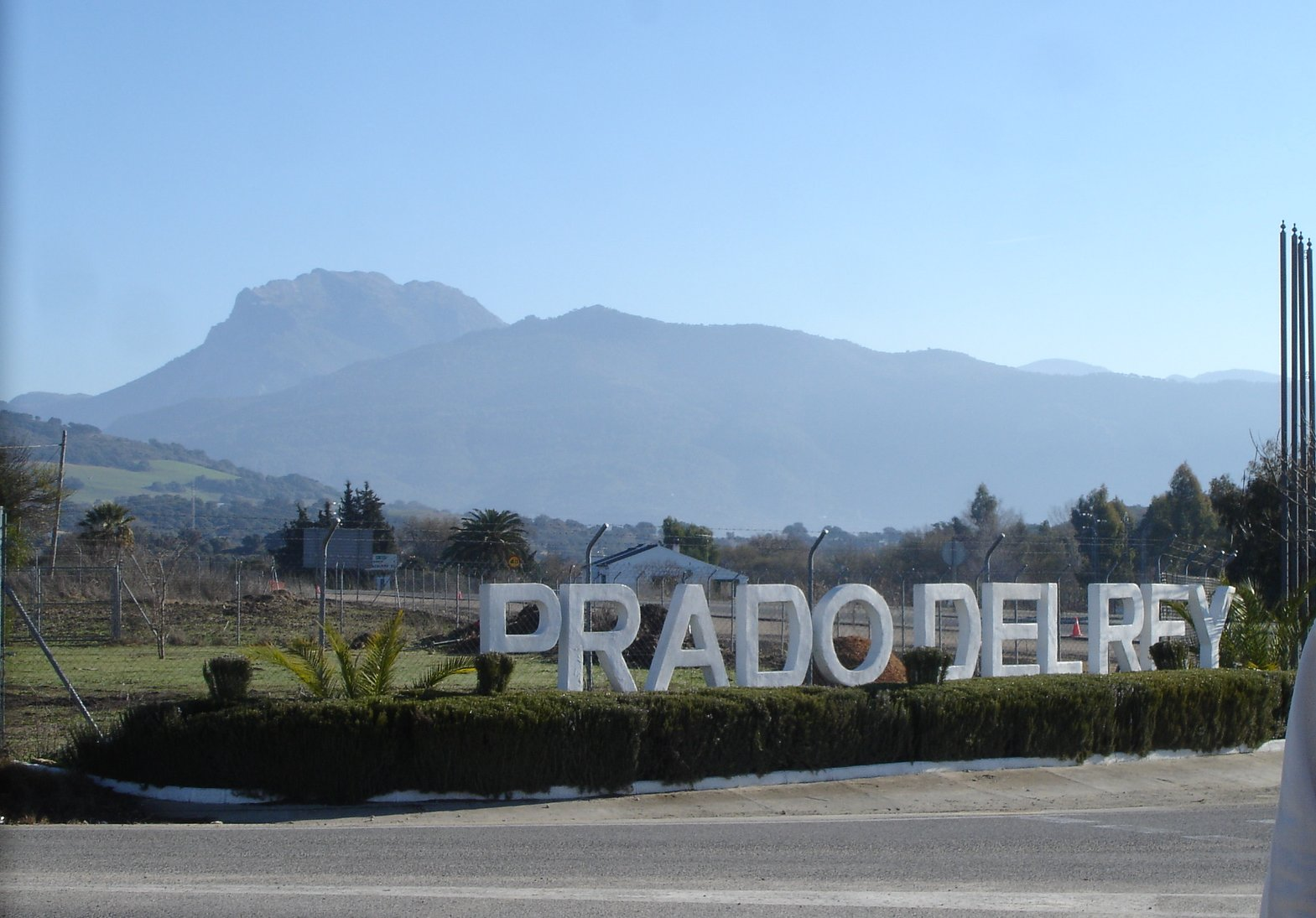
Prado del Rey

Prado del Rey là một đô thị trong tỉnh Cádiz, Tây Ban Nha. Theo điều tra dân số 2005 đô thị này có dân số là 5.968 người.

## Dân số
| 1999  | 2000  | 2001  | 2002  | 2003  | 2004  | 2005  |
| ----- | ----- | ----- | ----- | ----- | ----- | ----- |
| 5,814 | 5,856 | 5,829 | 5,848 | 5,873 | 5,858 | 5,968 |

Source: INE (Spain)